# Imma transversana
Imma transversana är en fjärilsart som beskrevs av Caradja 1939. Imma transversana ingår i släktet Imma och familjen Immidae. Inga underarter finns listade i Catalogue of Life.